# برادبري روبنسون
برادبري روبنسون (بالإنجليزية: Bradbury Robinson)‏ هو لاعب كرة قدم أمريكية ولاعب كرة قاعدة ومنافس ألعاب قوى وسياسي أمريكي، ولد في 1 فبراير 1884 في بلفيو في الولايات المتحدة، وتوفي في 7 مارس 1949.